# Antropologiemuseum van Xalapa

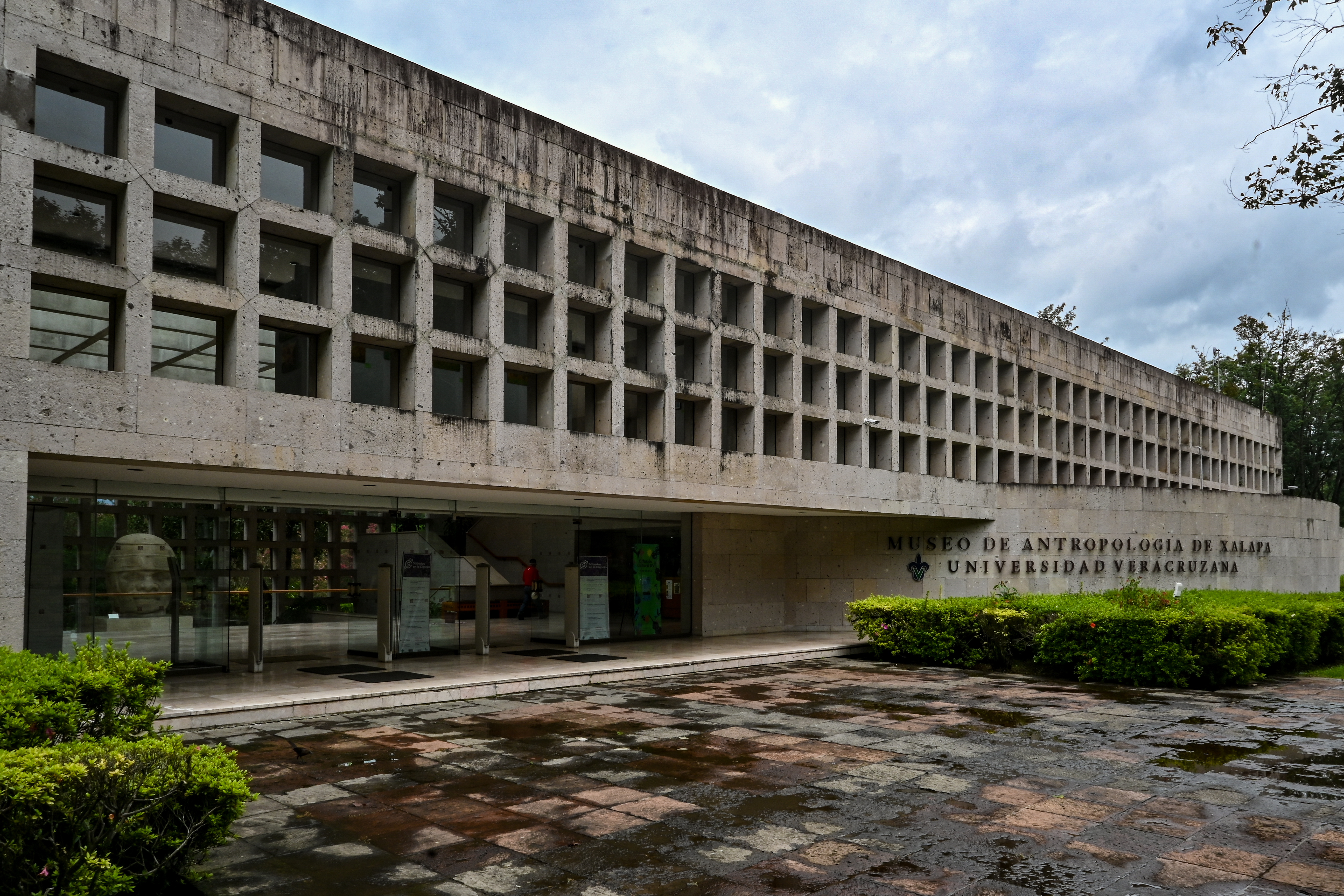
Hoofdingang van het Antropologisch Museum van Xalapa.

Het Antropologiemuseum van Xalapa (Spaans: Museo de Antropología de Xalapa) is een museum in Xalapa, de hoofdstad van de Mexicaanse deelstaat Veracruz.
Het Antropologiemuseum bevindt zich in een park buiten het stadscentrum, bestaat uit zes zalen en drie patio's. Het museum geeft een overzicht van de precolumbiaanse geschiedenis van Veracruz, en geeft ruim aandacht voor de precolumbiaanse culturen van de deelstaat: de Olmeken, Huasteken en de Totonaken. Het museum bevat 25.000 stukken, waarvan meerde topstukken, zoals Monument I uit Las Limas, zeven Olmeekse basalten koppen, verschillende codices en beelden van Tlaloc en Mictlantecuhtli. Het Antropologiemuseum van Xalapa geldt na het Nationaal Antropologiemuseum in Mexico-Stad als het beste historische museum van het land.
Het museum werd in 1940 geopend door de archeoloog José García Payón en wordt tegenwoordig beheerd door de Veracruzaanse Universiteit. 